# X265
x265는 ISO/IEC MPEG와 ITU-T VCEG가 개발하고 표준화한 고효율 비디오 코딩(HEVC/H.265) 비디오 압축 포맷으로 동영상을 인코딩하기 위한 라이브러리이다. x265는 x264 프로젝트와 비슷하게 GNU 일반 공중 사용 허가서(GPL) 버전 2 또는 상용 라이선스로 제공된다.

## 사용
x265는 명령 줄 애플리케이션으로 호출하거나 API를 통해 다른 애플리케이션에 연동할 수 있다.

## 오픈 소스에 채택한 프로젝트
HEVC 인코딩을 위해 x265를 활용하는 오픈 소스 소프트웨어 프로젝트는 다음과 같다.
- Avidemux[8]
- FFmpeg[9]
- HandBrake[10]
- 인터넷 프렌들리 미디어 인코더(Internet Friendly Media Encoder)[11]
- MeGUI[12]
- OpenShot[13]
- Shotcut[14]
- Staxrip[15]
- x265vfw[16]

## 상용 애플리케이션
HEVC 인코딩을 위해 x265를 이용하는 상용 제품은 다음과 같다.
- BBright SLED-4K and SLED-HD Encoder[17]
- Telestream Vantage Media Processing Platform[18]
- TMPGEnc Video Mastering Works[19]
- Sorenson Squeeze Desktop Pro and Squeeze Server[20]
- x265 HEVC Upgrade[21]